# Sant Miquel de Sant Martí de Tous
Sant Miquel de Sant Martí de Tous és una església romànica de Sant Martí de Tous (Anoia) inclosa a l'Inventari del Patrimoni Arquitectònic de Catalunya.

## Descripció
Sols es conserva una petita sèrie d'arcuacions de mig punt adossades a una de les parets externes del castells (de fet la única que es conserva i que esta formada per petites finestretes com les de les torres de guaita.

## Història
Va ser feta pels Cervelló i va ser consagrada pel bisbe i abat Oliba el 1043.